# Samuel Johnson
Samuel Johnson (Lichfield, 18 de setembro de 1709 — Londres, 13 de dezembro de 1784), conhecido em língua inglesa como Doutor Johnson (Dr Johnson), foi um escritor e pensador inglês conhecido por suas notáveis contribuições à língua inglesa como poeta, ensaísta, moralista, biógrafo, crítico literário e lexicógrafo. Possivelmente, o "mais distinto homem de letras da história da Inglaterra", Johnson é personagem da "mais reconhecida biografia do mundo da literatura", o trabalho Life of Samuel Johnson de James Boswell.
Filho de um livreiro, foi obrigado a abandonar os estudos em Oxford por falta de recursos e passou a ganhar a vida como preceptor e tradutor. Juntando algum dinheiro, fundou uma escola particular, mas fracassou no empreendimento.
Em 1737, com seu aluno David Garrik, foi para Londres, onde iniciou intensa atividade de crítico e jornalista. Em pouco tempo conquistou grande reputação, confirmada com a publicação de A vida de Richard Savage, em 1744 e do Dicionário da língua inglesa, em 1755. Ao mesmo tempo, colaborou com a revista The Rambler (1750/52) e depois em The Idler, (1758/60).

A influência literária de Samuel Johnson tornou-se cada vez maior, especialmente depois que criou em 1764 um clube literário com os amigos Edward Gibbon, Joshua Reynolds, Oliver Goldsmith e Edmund Burke. Johnson é o autor de frases famosas:

Em 1765 apresentou uma edição comentada das obras de Shakespeare e sua perspicácia crítica afirmou-se ainda mais quando demonstrou que as obras atribuídas ao poeta Ossian na verdade não eram de sua autoria. Esta revelação está em seu livro de viagens Jornada às ilhas da Escócia, de 1775.
Johnson publicou também um romance de muito sucesso - A história de Rasselas, príncipe da Abissínia, de 1759 -, que foi escrito em poucos dias. No campo da crítica literária, sua obra-prima foi Vidas dos mais eminentes poetas ingleses (1779/83), em quatro volumes, e que continua a ser um dos textos fundamentais da estética do neoclassicismo inglês.
Está enterrado na Abadia de Westminster.

## Principais trabalhos
|         | Ensaios, panfletos, periódicos, sermões                                               |
|         |                                                                                       |
| 1732-33 | Birmingham Journal                                                                    |
| 1747    | Plano para um Dicionário da Língua Inglesa                                            |
| 1750–52 | The Rambler                                                                           |
| 1753–54 | O aventureiro                                                                         |
| 1756    | Visitante Universal                                                                   |
| 1756-   | The Literary Magazine ou Universal Review                                             |
| 1758-60 | The Idler                                                                             |
| 1770    | O Falso Alarme                                                                        |
| 1771    | Reflexões sobre as últimas transações a respeito das Ilhas Falkland                   |
| 1774    | O Patriota                                                                            |
| 1775    | Uma viagem às ilhas ocidentais da Escócia                                             |
| 1775    | Tributação Sem Tirania                                                                |
| 1781    | The Beauties of Johnson                                                               |
|         |                                                                                       |
|         | Poesia                                                                                |
|         |                                                                                       |
| 1728    | Messias, uma tradução para o latim de Messias de Alexander Pope                       |
| 1738    | Londres                                                                               |
| 1747    | Prólogo na abertura do teatro em Drury Lane                                           |
| 1749    | A vaidade dos desejos humanos                                                         |
| 1749    | Irene, uma tragédia                                                                   |
|         |                                                                                       |
|         | Biografias, críticas                                                                  |
| 1735    | A Voyage to Abyssinia, de Jerome Lobo, traduzido do francês                           |
| 1744    | Vida do Sr. Richard Savage                                                            |
| 1745    | Diversas observações sobre a tragédia de Macbeth                                      |
| 1756    | "Life of Browne" na moral cristã de Thomas Browne                                     |
| 1756    | Propostas para impressão, por assinatura, das obras dramáticas de William Shakespeare |
| 1765    | Prefácio às peças de William Shakespeare                                              |
| 1765    | As peças de William Shakespeare                                                       |
| 1779-81 | Vidas dos poetas                                                                      |
|         |                                                                                       |
|         | Dicionário                                                                            |
|         |                                                                                       |
| 1755    | Prefácio a um Dicionário da Língua Inglesa                                            |
| 1755    | Um Dicionário da Língua Inglesa                                                       |
|         |                                                                                       |
|         | Novelas                                                                               |
| 1759    | A História de Rasselas, Príncipe da Abissinia                                         |